# Гуативера
Гуативера, или жёлтая гаррупа (лат. Cephalopholis fulva), — вид лучепёрых рыб из семейства каменных окуней (Serranidae). Распространены в западной части Атлантического океана. Максимальная длина тела 44 см. Морские бентопелагические рыбы.

## Описание
Тело удлинённое, массивное, несколько сжато с боков; по бокам покрыто ктеноидной чешуёй. Высота тела меньше длины головы, укладывается 2,5—2,9 раза в стандартную длину тела (у особей длиной от 10 до 26 см). Длина головы укладывается 2,4—2,6 раза в стандартную длину тела. Межглазничное пространство выпуклое, его ширина примерно равна диаметру глаза. Предкрышка закруглённая, с неглубокой выемкой над углом, верхний край зазубренный, угловая зазубрина немного увеличена; нижний край мясистый. Верхний край жаберной крышки очень выпуклый, задний край почти вертикальный. Верхняя челюсть покрыта чешуёй, её окончание доходит до или немного заходит за вертикаль, проходящую через задний край глаза. На верхней части первой жаберной дуге 8—10, а на нижней — 14—18 жаберных тычинок. В спинном плавнике 9 жёстких и 15—17 мягких лучей; мембраны между жёсткими лучами усечены. В анальном плавнике 3 жёстких и 9 мягких лучей. Основания мягкой части спинного и анального плавников покрыты чешуей и толстой кожей. В грудных плавниках 16—18 мягких лучей. Брюшные плавники короче грудных, их окончания почти доходят до анального отверстия. Хвостовой плавник закруглённый. В боковой линии 46—54 чешуй. Вдоль боковой линии 91—109 рядов чешуи, чешуи по бокам тела без дополнительных чешуек.
Гуативера имеет три цветовые формы: красная (в более глубоких слоях воды); двухцветная (мелководная), у которой верхняя половина тела тёмная (оранжево-коричневая), а нижняя — очень бледная; жёлтая (как в глубоких слоях воды, так и на мелководье), полностью жёлтого цвета. Двухцветный рисунок, по-видимому, является адаптацией к стрессовым условиям существования, и может появляться и исчезать за несколько секунд. У всех цветовых морф голова и тело покрыты небольшими бледно-голубыми пятнами с тёмными краями; на хвостовом стебле два маленьких чёрных пятна и ещё два пятнышка на окончании нижней челюсти. В ночное время окраска тела становится более бледной с неправильными вертикальными полосами и тёмной отметкой в межглазничном пространстве (примерно как у Epinephelus striatus).
Максимальная длина тела 44 см.

## Биология
Морские бентопелагические рыбы. Обитают в скалистых и коралловых рифах на глубине от 1 до 70 метров, редко наблюдаются в толще воды. Днем обычно прячутся в расщелинах или под выступами. В ночные часы питаются мелкой рыбой и ракообразными. Известно, что они следуют за муренами и острохвостыми угрями, чтобы питаться организмами, которых вспугнули эти хищники. Жёлтая гаррупа является протогиническим гермафродитом. Самки достигают половой зрелости при средней длине тела 16 сантиметров. При длине тела 20 сантиметров самки изменяют пол и становятся самцами. На Бермудских островах самки достигают зрелости в возрасте 4 лет. Самцы проявляют территориальное поведение и охраняют гаремы самок. Нерестятся в сумерках в течение нескольких дней. В нересте принимают участие небольшие группы, состоящие из самца и нескольких самок. Нерестовый период может длиться до десяти месяцев в центральной Бразилии, хотя в других районах были отмечены более короткие сезоны размножения. У берегов Баии (восток Бразилии) нерестятся с июля до августа; у Пернамбуку (северо-восток Бразилии) — в августе — октябре; а у Бермудских островов — в мае — июле.
В первый год жизни наблюдается интенсивный рост, и на юго-востоке США годовики жёлтой гапррупы достигают длины тела 22,5 см.
Максимальная продолжительность жизни 28 лет.

## Ареал
Распространены в западной части Атлантического океана от Южной Каролины вдоль побережья США до северо-западной Кубы, включая Бермудские и Багамские острова, Мексиканский залив и Карибское море. Вдоль восточного побережья Южной Америки до юга Бразилии, включая архипелаги Фернанду-ди-Норонья, Сан-Паулу и Триндади-э-Мартин-Вас.